# Kim Christensen (fodboldspiller, født 1980)
 Der er flere personer med dette navn, se Kim Christensen.
Kim Christensen (født 8. maj 1980 i Frederiksværk) er tidligere dansk professionel fodboldspiller. Kim Christensen startede sin karriere i Lyngby Boldklub i 1998 og spillede efterfølgende i Hamburg SV, Twente, Brøndby, OB, Barnsley, FC Midt Jylland, AB og HIK. Kim Christensen stoppede sin karriere på topplan efter sæsonen 2011/12.
Efter fodbold karrieren har Kim Christensen taget A-træner uddannelse og har været træner samt spillende træner i klubber som Blovstrød IF , Frederiksværk Fodbold Klub og Allerød Fodbold Klub.
I sommeren 2015 skiftede Kim til Allerød Fodbold Klub, som spillende assistent træner i Danmarksserien. Ved årsskiftet til 2016 tiltrådte Kim som cheftræner i barndomsklubben Frederiksværk Fodbold Klub.